# Catherine Tofts

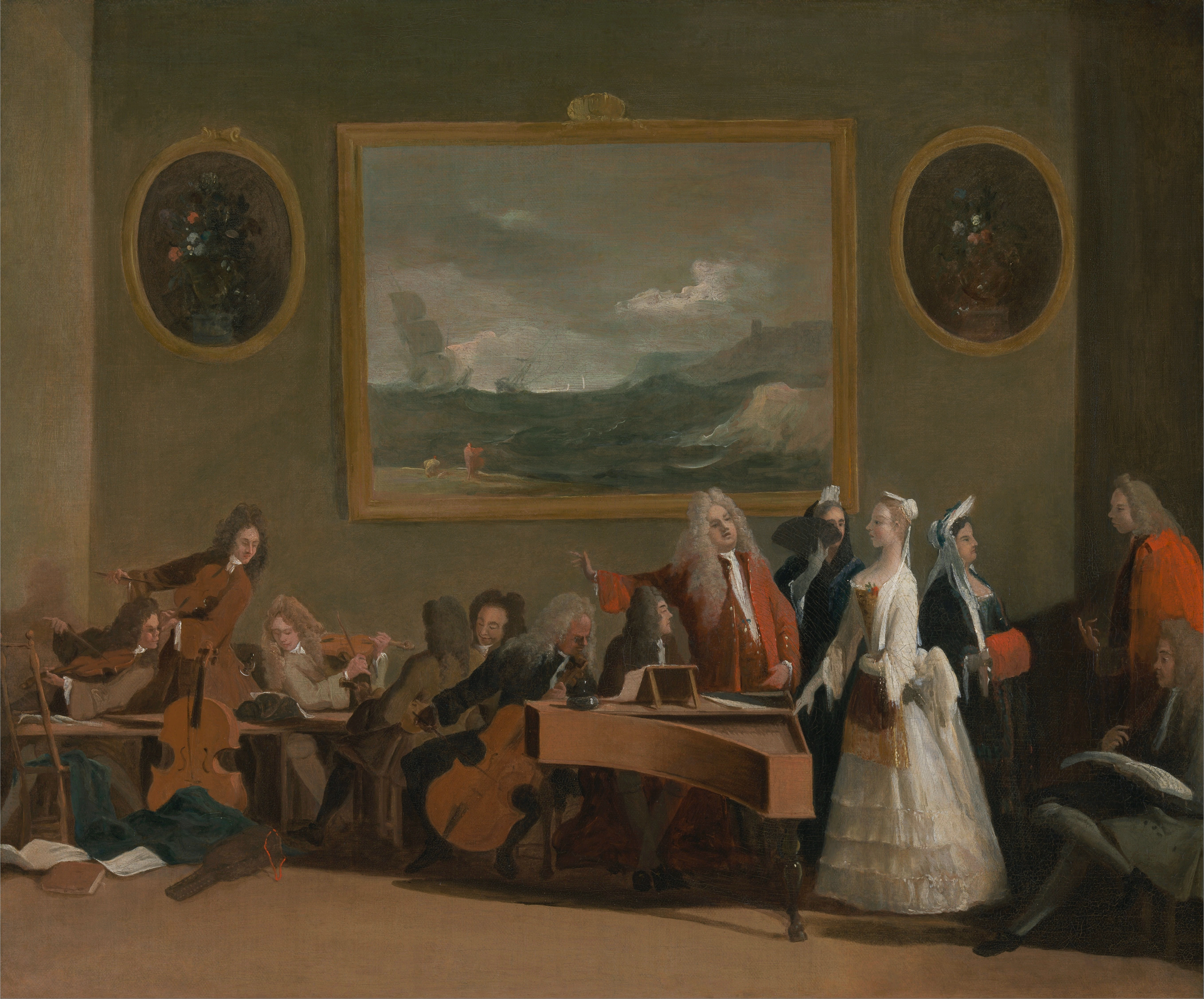
Die Sängerin Catherine Tofts (weißes Kleid), dahinter Margherita de L’Épine (roter Muff), der Sänger Nicolino (in Rot) und der Komponist Francesco Haym am Cembalo 1709 beim Proben im Haymarket-Theater. Marco Ricci malte dieses Motiv in sechs Versionen.

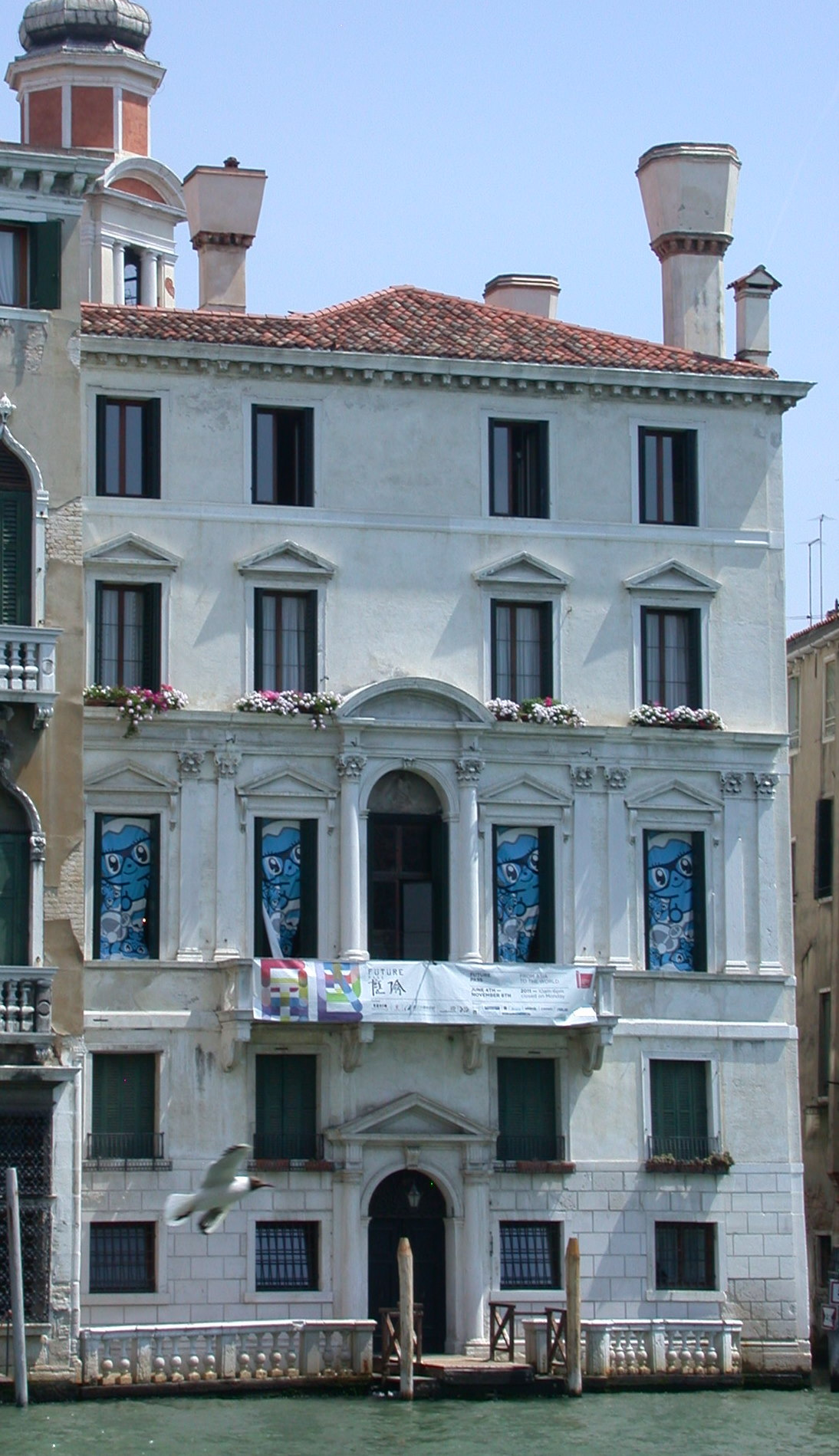
Palazzino am Canal Grande

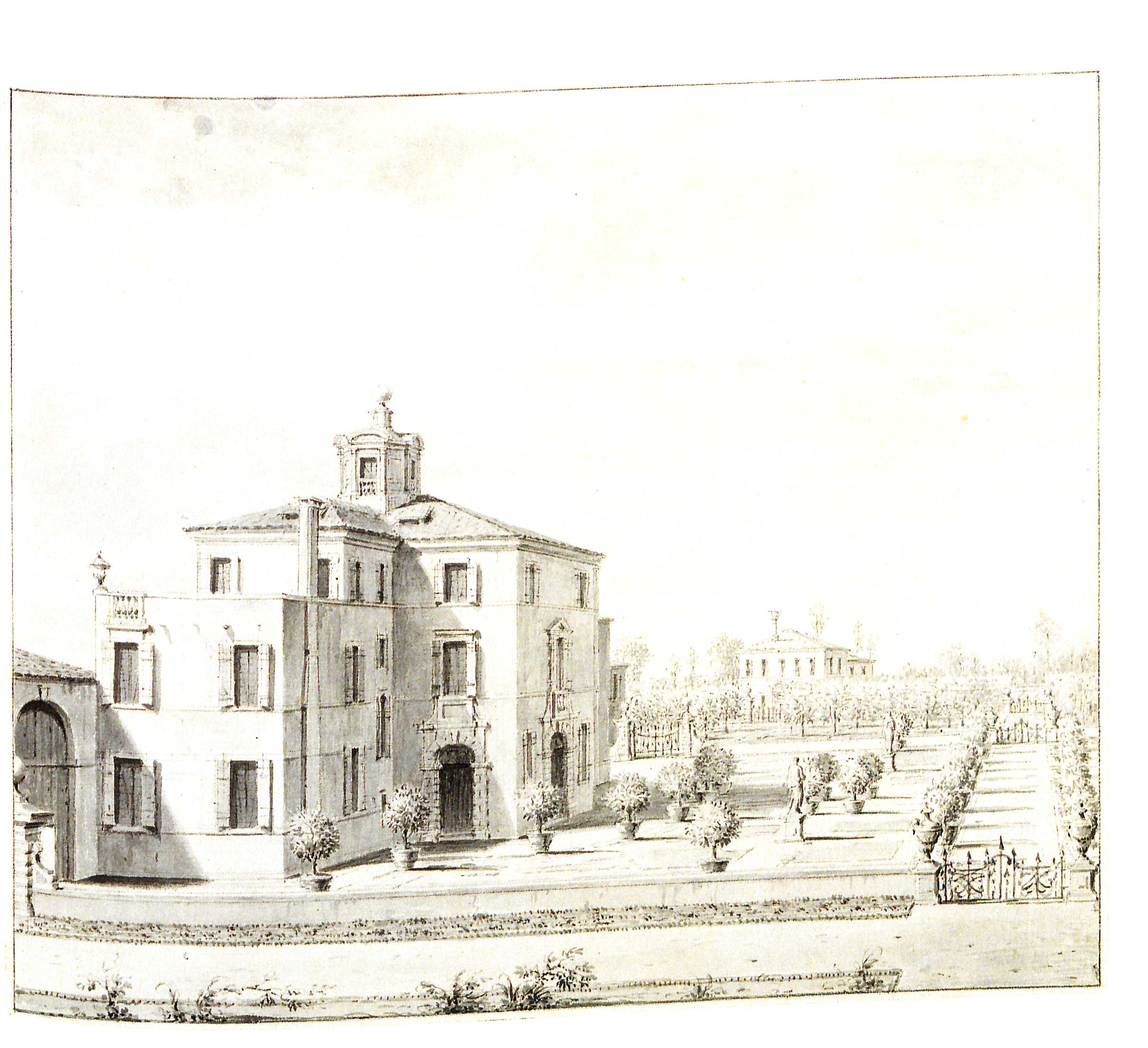
Villa in Mogliano

Catherine Tofts (geboren um 1685 in England; gestorben 1756 in Venedig) war eine englische Opernsängerin (Sopran).

## Leben
Catherine Tofts stammte aus dem Umkreis der Familie des Gilbert Burnet, Bischof von Salisbury. Tofts wurde Opernsängerin am Londoner Queen’s Theatre am Haymarket in den Anfangszeiten der italienischen Oper in England. Ihr erster Auftritt in London ist für das Jahr 1703 nachweisbar. Sie war 1705 die erste Engländerin, die bei einer Aufführung einer italienischen Oper, in einem Ensemble von italienischen Sängern, sang.
Sie wirkte 1705 bei der Uraufführung der Opera seria Arsinoe, Queen of Cyprus von Thomas Clayton mit. Nicola Francesco Haym richtete 1706 Bononcinis 1696 in Italien uraufgeführten Trionfo di Camilla nach einem englischen Libretto neu ein. Tofts sang in der Premiere der Camilla, die Inszenierung war die erste im italienischen Stil in London und auch in den Folgejahren ein großer Erfolg. Tofts trat weiterhin in den Opern Rosamond (1707), Thomyris (1707), Trionfo dell'Amore (1708), Pirro et Demetrio (1708) und Clotilda (1709) auf. Wenn sie mit dem Kastraten Nicolini sang, habe er italienisch und sie englisch gesungen. Der Impresario des Drury Lane Theaters, Colley Cibber, lobte den „Silberklang“ ihrer Stimme.
Ihre Gage habe erheblich über der Gage der anderen Musiker gelegen. Mit dem Theatermanager Christopher Rich führte sie 1706 eine gut dokumentierte Auseinandersetzung über die gegenseitigen Vertragspflichten. Sie konkurrierte mit der Sopranistin Margherita de L’Épine um den Ruf als „Primadonna assoluta“. Im Jahr 1704 kam es im Haymarket Theater zu einem Vorfall, als Tofts’ Zofe die Épine auspfiff und mit Orangen bewarf, Tofts musste sich in einem Brief an die Tageszeitung The Daily Courant von dem Geschehen distanzieren. 1709 malte der in London arbeitende Marco Ricci das Bild einer Opernprobe, bei der die Primadonnen sich den Rücken zukehren. Ricci und Tofts trafen sich später bei Smith in Venedig wieder, und Ricci widmete Tofts ein Gemälde.
Vermutlich Alexander Pope verfasste ein Spottgedicht auf ihre Schönheit und auf ihren Charakter.
So bright is thy beauty, so charming thy song,
As had drawn both the beasts and their Orpheus along:
But such is thy av’rice, and such is thy pride.
That the beasts must have starv’d, and the poet have died.
Im Jahr 1709 verließ Tofts die Bühne in London und kam 1711 nach Venedig. 1712 berichtete der Daily Courant von einem Konzert Tofts in Venedig. Vermutlich im Jahr 1717 heiratete sie in Venedig den späteren englischen Konsul in Venedig Joseph Smith (1674/1682 bis 1770). Der 1721 geborene Sohn John starb bereits 1727, sein Grabstein befindet sich in der Chiesa dei Santi Apostoli. Aus dem von beiden erarbeiteten, nun gemeinsamen Vermögen erwarb Smith einen Palazzino am Canal Grande und eine Villa auf der Terraferma in Mogliano Veneto. Tofts wurde später nervenkrank und verstarb 1756. Sie habe 20 Katzen besessen, die sie in ihrem Testament bedachte. Joseph Smith war danach noch ein weiteres Mal mit der vierzig Jahre jüngeren Elizabeth Murray verheiratet.
Tofts und Smith wurden auf dem Lido bestattet, wo Goethe 1778 auf seiner Italienischen Reise dem Grab seine Reverenz erwies. Der Grabstein wurde später in der anglikanischen St. George’s Church am Campo San Vio im venezianischen Dorsoduro angebracht.

## Noten
- C.F. Cesarini, G.L. Lulier, G. Bononcini (?): Lover discover no sorrow. Arie aus der Oper L’amore eroico fra pastori. Gesungen von Catherine Tofts. Notendruck 1696[4]
- Nicola Francesco Haym: Thus with thirst my soul expiring, Arie aus der Oper Pyrrhus and Demetrius nach Alessandro Scarlatti, London um 1710[4]